# 김기환 (야구 선수)
김기환(金冀煥, 1995년 8월 25일 ~ )은 전 KBO 리그 NC 다이노스의 외야수였다.

## 삼성 라이온즈시절
2015년에 입단했다. 2016년 육성선수로 전환됐다. 2017년에 군입대했다. 2019년에 팀에 복귀했다. 2019년 퓨처스리그 성적은 31경기 17안타 4타점 타율 0.224를 기록했다.

## NC 다이노스시절
2차 드래프트로 NC 다이노스로 이적했다.
2020년 8월 20일 KIA전에서 데뷔 첫 경기를 치렀고, 경기에서 1타수 1안타를 기록했다.
2021년에는 박석민 외 3명의 선수가 일으킨 방역수칙 위반 사건 이후, 7월 6일에서야 처음으로 1군에 올라왔다.

### 2022 시즌
손아섭, 박건우의 영입으로 외야 백업 선수로 시즌을 시작했다. 대주자나 대수비로 지난해보다 발전된 모습을 보여줬으나, 8월 14일 1군 말소 이후, 다시 1군으로 복귀하지는 못했다.
2022년 시즌 73경기 출장해 타율 0.221 25안타 6타점 26득점 14도루 장타율 0.283 출루율 0.310을 기록했다.
시즌 후, 10월 24일에 음주운전 접촉사고를 일으킨 후, 팀에서 방출됐다. 11월 30일 상벌위원회를 통해 90경기 출장정지 징계를 받았다.

## 출신 학교
- 경기 관산초등학교
- 매송중학교
- 소래고등학교

## 통산 기록
| 연도 | 팀명  | 타율  | 경기 | 타수 | 득점 | 안타 | 2루타 | 3루타 | 홈런 | 루타 | 타점 | 도루 | 도실 | 볼넷 | 사구 | 삼진 | 병살 | 장타율 | 출루율 | 실책 |
| ---- | ----- | ----- | ---- | ---- | ---- | ---- | ----- | ----- | ---- | ---- | ---- | ---- | ---- | ---- | ---- | ---- | ---- | ------ | ------ | ---- |
| 2020 | NC    | 0.500 | 4    | 2    | 1    | 1    | 1     | 0     | 0    | 2    | 0    | 0    | 0    | 0    | 0    | 0    | 0    | 1.000  | 0.500  | 0    |
| 2021 | NC    | 0.207 | 62   | 140  | 19   | 29   | 7     | 2     | 3    | 49   | 13   | 15   | 4    | 8    | 0    | 45   | 1    | 0.350  | 0.250  | 2    |
| 2022 | NC    | 0.221 | 73   | 113  | 26   | 25   | 5     | 1     | 0    | 32   | 6    | 14   | 2    | 13   | 2    | 38   | 0    | 0.283  | 0.310  | 2    |
| 통산 | 3시즌 | 0.216 | 139  | 255  | 46   | 55   | 13    | 3     | 3    | 83   | 19   | 29   | 6    | 21   | 2    | 83   | 1    | 0.325  | 0.280  | 4    |